# Cyberpolitie-virus

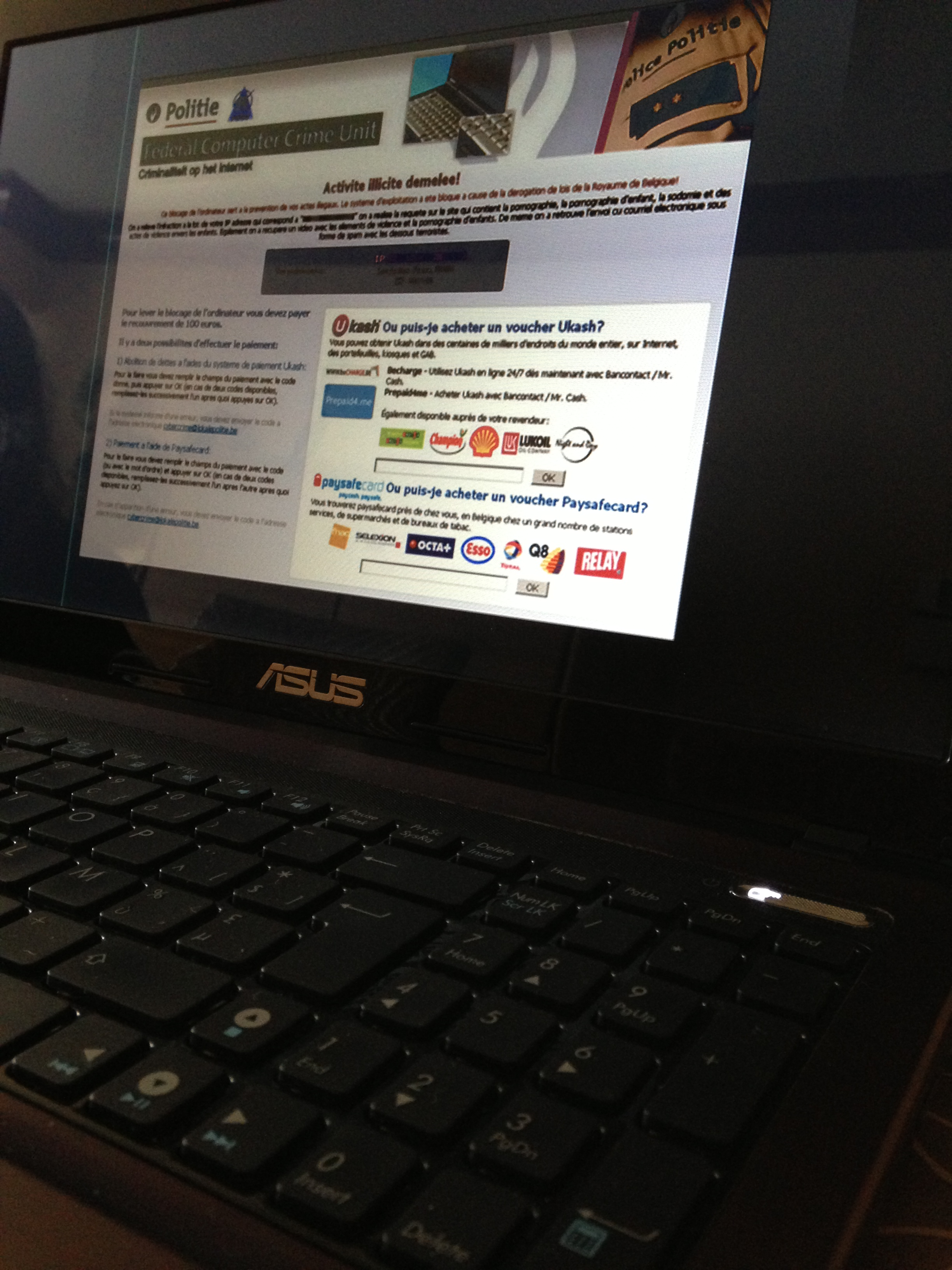
Een computer die besmet is door een Cyberpolitie-virus

Een Cyberpolitie-virus, Politievirus of Ukashvirus is een vorm van malware vermomd als een politiewaarschuwing. Het virus doet zich voor als een overheidsinstantie, blokkeert de getroffen computer, en eist vervolgens geld omdat het slachtoffer overtredingen zou hebben begaan. Het is een vorm van ransomware, ontwikkeld door cybercriminelen. Betalen van het gevraagde losgeld heeft geen zin en wordt door de politie ontraden.

## Werking
Het virus blokkeert een computer of bepaalde programma's daarvan en eist vervolgens losgeld. Op het scherm verschijnt de melding dat de blokkade het gevolg is van een overtreding van de wet. Dit kan bijvoorbeeld het versturen van spamberichten of het hebben van pornografisch beeldmateriaal op de computer zijn. Deze aantijgingen zijn verzonnen en worden gebruikt als drukmiddel. Het cyberpolitie-virus probeert naast deze chantagemethode nog eens extra in te spelen op de gevoelens van het slachtoffer. Op deze wijze hopen de criminelen sneller geld los te krijgen. Dit geld moet meestal worden overgemaakt via anonieme betalingsystemen zoals Ukash, zodat de daders moeilijk te achterhalen zijn. Vandaar dat het virus soms ook het Ukashvirus wordt genoemd.
Maar de chantage kan nog verder gaan dan dat. Het virus kan de controle over de computer overnemen en programma's uitschakelen. Wanneer de geïnfecteerde computer beschikt over een webcam, kan het virus een foto van de gebruiker nemen. Dit komt allemaal intimiderend over. Door een schuldgevoel op te wekken, willen de criminelen de kans vergroten dat het slachtoffer gaat betalen. De criminelen willen het slachtoffer laten denken, dat ze weten waar hij/zij op dat moment is, aan de hand van de foto en een getraceerd IP-adres.
Hoewel het scherm laat geloven dat de blokkering is uitgevoerd door een overheidsinstantie omwille van overtredingen van wetgeving, is dit nooit het geval. Achter deze blokkering zitten cybercriminelen die de computergebruiker ertoe willen brengen om geld aan hen over te maken. Betalen zal echter niet helpen. Slachtoffers wordt ten sterkste afgeraden het losgeld te betalen. Wanneer men dit toch doet, is men het geld kwijt.

### Voorbeeldbericht
Uw computer is geblokkeerd op grond van één of meer hieronder vermelde redenen.
U hebt de wet overtreden betreffende het auteursrecht en de naburige rechten (video, muziek, software) (...) 
U heeft de verboden pornografische content (Kinderporno enz.) bekeken en verspreid (...)
De boete bedraagt €100. U kunt de boete betalen via PaySafeCard of Ukash.

## Infectie
Ondanks het feit dat er vaak wordt verwezen naar websites met pornografisch beeldmateriaal bij het besmet raken van het cyberpolitie-virus, heeft men vastgesteld dat het spelen van bepaalde online games de grootste oorzaak vormt om besmet te raken met de kwaadwillende software. Maar ook via een bijlage in een e-mail, via illegale software of via links op sociale netwerksites kan een computer geïnfecteerd raken met de malware. Soms gebeurt het ook doordat cybercriminelen een reguliere website aanvallen, bijvoorbeeld door het advertentiesysteem te misbruiken. De kans op besmetting kan dus verkleind worden, maar nooit uitgesloten.
Het virus kan via een gehackte website binnendringen die achterloopt met updates van onder meer Java Runtime Environment, Adobe Flash Player en Adobe Reader. Als het virus eenmaal is binnengedrongen, is er meer nodig dan alleen het updaten om de computer weer schoon te krijgen.

## Verwijderen
Er zijn verschillende methoden die gebruikt worden om de ransomware te verwijderen. Men kan het handmatig doen of kiezen voor software die het automatisch doet. Voor beide manieren zijn er handleidingen op het internet te vinden. Na het verwijderen van het virus is het aan te raden om de computer door een ander antivirusprogramma te laten scannen.

## Voorbeelden
Een bekend voorbeeld is het Belgische Ecopsvirus. De software maakte gebruik van het Belgisch overheidsmeldpunt voor internetmisbruik E-cops. Het virus blokkeert de computer en toont een site die zogenaamd van E-cops afkomstig is. De gebruiker zou illegale activiteiten uitgevoerd hebben en als gevolg daarvan is zijn computer geblokkeerd. Op de site staat een link om een boete te betalen, maar dit is enkel om de gebruiker geld afhandig te maken. Antivirusscanners herkennen het virus als JS/Blacole.
Daarnaast is ook in Nederland de malware al opgedoken. Computergebruikers moesten in die gevallen honderd euro overmaken, anders zouden hun gegevens en software worden gewist. Ook in het Verenigd Koninkrijk en Duitsland heeft dit virus zich al verspreid. Op 3 september 2013 besteedde het televisieprogramma Opsporing Verzocht voor het eerst in zijn bestaan aandacht aan een cybercrime-zaak. In het onderwerp werd onthuld dat de Nederlandse politie een groot opsporingsonderzoek doet naar ransomware.